# Saint-Julien aux noix
Pour les articles homonymes, voir Saint-Julien.
Le Saint-Julien aux noix est une préparation fromagère fondue à base de lait de vache, fourrée d'éclats de noix et de noisettes et recouverte de noix de Grenoble.

## Sources
1. ↑  http://fruitgendrin.com/les-fromages-de-vache/442-fromage-aux-noix.html
2. ↑  « lesdependances.com/lesdependan… »(Archive.org • Wikiwix • Archive.is • Google • Que faire ?).